# São Miguel dos Campos (ort)
São Miguel dos Campos är en ort i Brasilien.   Den ligger i kommunen São Miguel dos Campos och delstaten Alagoas, i den östra delen av landet, 1 400 km nordost om huvudstaden Brasília. São Miguel dos Campos ligger 13 meter över havet och antalet invånare är 40 890.
Terrängen runt São Miguel dos Campos är huvudsakligen platt. São Miguel dos Campos ligger nere i en dal. Det finns inga andra samhällen i närheten.
Trakten runt São Miguel dos Campos består till största delen av jordbruksmark. Runt São Miguel dos Campos är det ganska tätbefolkat, med 78 invånare per kvadratkilometer.